# Trichozygocera freyi
Trichozygocera freyi är en skalbaggsart som beskrevs av Stefan von Breuning 1956. Trichozygocera freyi ingår i släktet Trichozygocera och familjen långhorningar. Inga underarter finns listade i Catalogue of Life.